# Enzo Lunari
Enzo Lunari (Milano, 2 gennaio 1937) è un fumettista e illustratore italiano.
Fratello di Luigi Lunari, ha collaborato fin dal 1965 a Linus, che «lo fece conoscere ai lettori italiani». È stato evidenziato che la sua cultura e i suoi interessi vengono rilevati subito nei i suoi personaggi specificando, tra l'altro, che «commercia in porcellane di Limoges» La rivista milanese, che è incentrata sul personaggio di Charlie Brown e che prende il nome da Linus, uno dei protagonisti della strip fin dal 1953, fu inaugurata dall'intervista di Umberto Eco a Elio Vittorini e Oreste del Buono. Nel 1973 la stessa rivista, presentando nuovi autori e dando più spazio, rispetto ai numeri passati, a quelli italiani quali Chiappori, Pericoli, Pratt, riguardo alle tavole del disegnatore si legge: «Lunari non era stato dimenticato dai vecchi, ed è stato accolto con estremo favore anche dai nuovi».
Sposato e padre di due figli, fin da piccolo aveva dimostrato grande propensione per il disegno; laureato in Scienze politiche all'Università degli Studi di Pavia, decide di perseguire la sua passione, il fumetto, collaborando Linus sin dai primi numeri lavorando contemporaneamente per una casa editrice, attività questa che abbandonò ben presto. Noto per alcuni personaggi quali Girighiz satirica striscia a fumetti ambientata nella preistoria, l'ironica serie di Fra' Salmastro da Venegono, ambientata nel Medioevo italiano pubblicati negli anni '60 su linus  e per il personaggio di Eritreo Cazzulati, malinconico e divertente pensionato milanese creato negli anni '80, pubblicato sulla rivista Cuore e sulle copertine della riviste Amico treno delle Ferrovie dello Stato.
Nel corso della sua carriera ha collaborato con diverse riviste tra le quali Tango, Cuore, La Stampa, Il Sole 24 ore, Panorama, L'Europeo, Corriere della Sera, Smemoranda, Čapek magazine. Ha realizzato le sigle animate per la trasmissione Mai dire Gol. Talvolta ha svolto il ruolo di illustratore, specialmente per testi scolastici.